# Gilda (cantant)
Gilda, nom artístic de Míriam Alejandra Bianchi (Buenos Aires, 11 d'octubre de 1961 - Villa Paranacito, 7 de setembre de 1996), va ser una cantant argentina de cúmbia.

## Biografia i carrera musical
Va començar la carrera de mestra jardinera i professorat d'educació física però va haver d'interrompre-les el 1977 en morir el seu pare, només amb 16 anys, raó per la qual va haver de fer-se el càrrec de la llar. Es va casar i va tenir dos fills, Mariel i Fabrizio Cagnin.
La seva carrera musical va començar quan va respondre a un avís en un diari, on demanaven vocalistes per a un grup musical. La seva veu i el seu carisma li van guanyar un lloc en una banda de gènere tropical, i la seva família va cedir, després d'una oposició tenaç, què fes incursions en el món de l'espectacle. Entre les seves cançons més conegudes es troben Ámame suavecito, Corazón valiente, Corazón herido, Tu cárcel, Fuiste, No me arrepiento de este amor, No es mi despedida, Como tú, Paisaje (cover en español del tema Paesaggio de Franco Simone), No te quedes afuera, Se me ha perdido un corazón, Rompo las cadenas i Te cerraré la puerta. Molts d'aquests temes han estat feta una versió per bandes i artistes com Attaque 77, Los Charros, Leo García, Natalia Oreiro, entre d'altres. La seva curta però reeixida carrera, sumada a la seva tràgica mort en l'apogeu d'aquesta, la van convertir en una icona popular argentina.

### Defunció
El 7 de setembre de 1996, al quilòmetre 129 de la Ruta Nacional 12 (Argentina), quan es dirigia al nord de la província d'Entre Ríos, un camió va envestir a l'autobús on viatjava, morint al costat de la seva mare, la seva filla gran, tres dels seus músics i el xofer de l'òmnibus.
Des d'abans de la seva mort molts fans li atribueixen la condició de santa, perquè creuen que ha realitzat diversos miracles. Existeix, també, un santuari en el seu honor en el lloc on va succeir l'accident fatal, en el qual es conserva també l'òmnibus en què viatjava la cantant. Les seves restes descansen en la tomba núm. 3635 de la galeria 24, en el Cementiri de la Chacarita de la ciutat de Buenos Aires.

## Discografia

### Àlbums d'estudi
1. 1992 — De corazón a corazón — Disgal S.A. — Magenta Discos
2. 1993 — La única - Clan Music
3. 1994 — Pasito a pasito con... Gilda — Clan Music
4. 1995 — Corazón valiente (Disco de Oro en Argentina y Doble Platino) — Leader Music

### Àlbums pòstums
1. 1997 — Entre el cielo y la tierra — Leader Music
2. 1997 — Los más grandes éxitos — Leader Music
3. 1999 — Las alas del alma — Leader Music
4. 2004 — Grandes éxitos en vivo — Leader Music
5. 2004 — Los más grandes éxitos — Leader Music
6. 2006 — Megamix (24 Hits) — Leader Music
7. 2011 — 20 grandes éxitos — Leader Music
8. 2012 — Gilda - Magenta
9. 2014 — Grandes éxitos — Magenta
10. 2016 — Un amor verdadero — Leader Music

## Obres sobre Gilda
L'any 2012 l'Editorial Planeta va publicar la seva única biografia autoritzada denominada Gilda, la abanderada de la bailanta, a càrrec del periodista i escriptor Alejandro Margulis.
El 2015 es va estrenar a Buenos Aires l'obra de teatre Gilda, escrita i protagonitzada per Florencia Berthold, amb la direcció d'Iván Espeche.
El 2016, en complir-se el 20º aniversari de la seva defunció, es va estrenar la pel·lícula Gilda, no me arrepiento de este amor, protagonitzada per Natalia Oreiro, amb la participació d'alguns dels seus músics com a Daniel de la Cruz,, Marcelo Inamorato, Edwin Manrique, Jordán Otero i Manuel Vázquez
El 2018, es va confirmar que Brenda Asnicar s'encarregaria d'interpretar a Gilda en la sèrie biogràfica Gilda, la serie, basada en la vida de Gilda. Es tracta d'una sèrie que representa la seva història. Segons es va anunciar, la seua estrena estava prevista per a l'any 2019, a Netflix.